# Стад де Костьєр
«Стад де Костьєр» (фр. Stade des Costières) — футбольний стадіон у місті Нім, Франція, відкритий в 1989 році., що вміщує 18,482 глядачів. Домашня арена клубу «Нім Олімпік».